# SN 2005jo
SN 2005jo – supernowa typu Ia odkryta 26 października 2005 roku w galaktyce A032821-0019. W momencie odkrycia miała maksymalną jasność 22,20m.